# 583. grenadirski polk (Wehrmacht)
583. grenadirski polk (izvirno nemško 583. Grenadier-Regiment; kratica 583. GR) je bil pehotni polk Heera v času druge svetovne vojne.

## Zgodovina
Polk je bil ustanovljen 15. oktobra 1942 s preimenovanjem 583. pehotnega polka; dodeljen je bil 319. pehotni diviziji.